# Alfred Lomas
Alfred Lomas (n. 30 aprilie 1928, Stockport, Anglia, Regatul Unit – d. 6 ianuarie 2021) a fost un om politic britanic, membru al Parlamentului European în perioadele 1979-1984, 1984-1989, 1989-1994 și 1994-1999 din partea Regatului Unit.